# IC 417
IC 417 је расијано јато са емисионом маглином у сазвјежђу Кочијаш које се налази на листи објеката дубоког неба у Индекс каталогу.
Деклинација објекта је + 34° 25' 26" а ректасцензија 5h 28m 5,9s. IC 417 је још познат и под ознакама LBN 804, CED 46, Sh2-234.